# 陶潘筠
陶潘筠（越南语：／，1864年—1947年），號表川（越南语：／），越南阮朝官員。

## 生平
陶潘筠是平定省綏福府表政村（今屬平定省綏福縣福興社表政邑）人，嗣德十七年（1864年）出生。成泰六年（1894年），陶潘筠參加平定場鄉試，考中舉人。次年（1895年），陶潘筠會試中格，庭試考中副榜。
陶潘筠初任內閣司務。成泰十三年（1901年），升任富安督學，後任戶部郎中。維新初，陶潘筠任乂安按察使。維新四年（1910年），升任承天府尹。維新八年（1914年）六月，升慶順巡撫。啟定二年（1917年），以巡撫銜致事。
1947年，陶潘筠在家鄉去世，壽八十四歲。